# Bolboși
Bolbosi là một xã thuộc hạt Gorj, România. Dân số thời điểm năm 2002 là 3334 người.